# نسبیت خاص مضاعف
نسبیت خاص دوگانه یا نسبیت خاص مضاعف (انگلیسی: Doubly special relativity) یا (DSR) — که نسبیت خاص تغییر شکل یافته یا توسط برخی، نسبیت فوق خاص نیز نامیده می‌شود — یک نظریهٔ اصلاح شده از نظریه ی نسبیت خاص اینشتین است که با وجودِ داشتن مشابهت‌هایی در برخی از جنبه‌ها، در آن نه تنها یک حداکثر سرعت مستقل از ناظر وجود دارد: (سرعت نور)، بلکه همچنین، مقیاس انرژی حداکثر مستقل از ناظر (انرژی پلانک) و/یا مقیاس حداقل طول (طول پلانک) نیز وجود دارد. این در تضاد با سایر تئوری‌های ناقض لورنتس، مانند گسترش مدل استاندارد است، که در عوض عدم تغییر لورنتز با وجود یک چارچوب ترجیحی شکسته می‌شود. انگیزهٔ اصلی این نظریه این است که انرژی پلانک باید مقیاسی باشد که در آن — اثرات گرانش کوانتومیِ هنوز ناشناخته — مهم می‌شوند و به‌دلیل تغییرناپذیری قوانین فیزیکی، این مقیاس باید در تمام چارچوب‌های اینرسی ثابت بماند.